# Lausos
Lausos ou Lausus (né vers 400 et mort vers 450) est un eunuque byzantin. Il est chambellan (praepositus sacri cubiculi) de Théodose II entre 420 et 422.
Il est connu pour avoir acquis un palais à Constantinople et une incomparable collection d'œuvres d'art et de sculptures païennes comprenant notamment la statue chryséléphantine de Zeus à Olympie et l'Aphrodite de Cnide.
Un des plus anciens récits historiques de l'Église chrétienne, Histoire lausiaque, lui est dédié.